# Core Text
Core Textは、Mac OS X v10.4で初めて導入され、Mac OS X v10.5で公開されたmacOSのCore Foundation風のAPIで、古くからmacOSにあり非推奨となったQuickDrawやATSUIに代わってテキストレンダリングの機能を担うものである。Appleによると、Core Textは高いパフォーマンスと利用の容易さを意識して設計され、このレイアウトAPIはシンプルで安定しており、Core FoundationやCore Graphics、Cocoaと密接に関連している。

## 特徴
Core Textは次のような不透過型を提供している。
- CTFramesetter - CTTypesetterを使って、与えられた属性付き文字列とCGPathからCTFrameオブジェクトを生成する。
- CTTypesetter - 改行などの行のレイアウトを行う。
- CTFrame - 行（CTLineオブジェクト）の配列を表す。
- CTLine - 同じ属性を持つグリフの並びの配列を表す。
- CTFont - フォントを表す。

## 使用例
次のコードは与えられたグラフィックコンテクストに「Hello, World!」と表示する。
```
// フォントの準備

CTFontRef
 
font
 
=
 
CTFontCreateWithName
(
CFSTR
(
"Times"
),
 
48
,
 
NULL
);

// 属性付き文字列の生成

CFStringRef
 
keys
[]
 
=
 
{
 
kCTFontAttributeName
 
};

CFTypeRef
 
values
[]
 
=
 
{
 
font
 
};

CFDictionaryRef
 
attr
 
=
 
CFDictionaryCreate
(
NULL
,
 
(
const
 
void
 
**
)
&
keys
,
 
(
const
 
void
 
**
)
&
values
,

					  
sizeof
(
keys
)
 
/
 
sizeof
(
keys
[
0
]),
 
&
kCFTypeDictionaryKeyCallBacks
,
 
&
kCFTypeDictionaryValueCallBacks
);

CFAttributedStringRef
 
attrString
 
=
 
CFAttributedStringCreate
(
NULL
,
 
CFSTR
(
"Hello, World!"
),
 
attr
);

CFRelease
(
attr
);

// 文字列の描画

CTLineRef
 
line
 
=
 
CTLineCreateWithAttributedString
(
attrString
);

CGContextSetTextMatrix
(
context
,
 
CGAffineTransformIdentity
);

CGContextSetTextPosition
(
context
,
 
10
,
 
20
);

CTLineDraw
(
line
,
 
context
);

// 後片付け

CFRelease
(
line
);

CFRelease
(
attrString
);

CFRelease
(
font
);

```

## 参照
1. ↑  Core Text Programming Guide: Core Text Overview